# Univerzální algebra
Univerzální algebra je odvětví abstraktní algebry, které zkoumá vlastnosti společné různým druhům algebraických struktur. Abstraktní algebra zkoumá vlastnosti platné pro jednotlivé struktury (například nějaká věta je dokázána pro grupu a není ji tedy nutné dokazovat pro nejrůznější matematické objekty, které splňují definici grupy), univerzální algebra míru abstrakce a obecnosti dále zvyšuje zkoumáním výsledků, které platí pro všechny variety (varietu grup, varietu svazů, varietu lineárních prostorů apod.) Výsledky univerzální algebry lze ještě dále zobecnit v teorii kategorií.

## Neformální úvod
Elementární algebra zkoumá vlastnosti konkrétních objektů, zejména celých a reálných čísel. Dává řešení na různé otázky z této oblasti, například jak řešit různé druhy rovnic, například celočíselné rovnice, anebo lineární, kvadratické (obecně polynomiální), logaritmické atd. rovnice v oboru reálných a komplexních čísel.
Abstraktní algebra naproti tomu pracuje s obecnými (abstraktními) strukturami. Každá množina s operací, které splňují jisté podmínky, se nazývá grupa. Množina s operacemi, která splňuje jinou soustavu podmínek, se nazývá svaz, podobně lineární prostor, okruh apod.
V abstraktní algebře se dokáže, že nějaké tvrzení platí pro každou grupu, a není pak potřeba je ověřovat zvlášť pro grupu celých čísel, grupu komplexních čísel, grupu permutací apod. Nějaká věta se ověří pro lineární prostory, a není nutné je ověřovat zvlášť pro prostor spojitých funkcí, prostor integrovatelných funkcí, prostor matic, prostor omezených posloupností apod.
Univerzální algebra tuto obecnost a abstrakci dovádí ještě dále. Zkoumá tvrzení, která
- platí pro všechny algebry s libovolnou signaturou, jinými slovy pro všechny algebraické struktury
- nebo platí pro všechny variety algeber, tzn. pro převážnou většinu algebraických struktur (příkladem struktury, která netvoří varietu, jsou tělesa)

V univerzální algebře tedy dokážeme, že něco platí pro každou strukturu (například věty o izomorfismu) a nemusíme to již dokazovat zvlášť pro grupy, zvlášť pro svazy apod.
Ještě obecnější je teorie kategorií, jejíž výsledky platí nejen pro algebraické struktury, ale pro všechny struktury, jejichž vlastnosti lze v nějaké míře popsat množinou všech "rozumných zobrazení" (v algebře je "rozumným zobrazením" homomorfismus).

### Význam použitého formalismu
Pro dosažení tohoto cíle musí univerzální algebra pracovat s definicí, která obsáhne nejrůznější matematické struktury. Například:
- grupa je čtveřice {\displaystyle (G,\circ ,e,^{-1})}, kde {\displaystyle \circ } je binární operace (tj. vyžadující dva argumenty) nad {\displaystyle G}, {\displaystyle e} je konstanta (nulární operace) z {\displaystyle G} a {\displaystyle ^{-1}} je unární operace (vyžadující jeden argument).
- svaz je trojice {\displaystyle (S,\vee ,\wedge )}, kde {\displaystyle \vee } i {\displaystyle \wedge } jsou binární operace nad {\displaystyle S}

Aby bylo možno jednotně pracovat s tak odlišnými strukturami, zavádí se pojem signatura, což je výčet symbolů s uvedenou aritou. Například u grup předpokládáme, že existují matematické symboly "{\displaystyle \circ }", "{\displaystyle e}" a "{\displaystyle ^{-1}}" a signatura grup je zobrazení, které každému z nich přiřadí jeho aritu. Označíme-li signaturu grup {\displaystyle \sigma _{_{G}}\,\!}, pak tedy platí:
{\displaystyle \sigma _{G}(\circ )=2\,\!}
{\displaystyle \sigma _{G}(e)=0\,\!}
{\displaystyle \sigma _{G}(^{-1})=1\,\!}
Jelikož zobrazení v matematice reprezentujeme jako množinu uspořádaných dvojic, platí:
{\displaystyle \sigma _{G}=((\circ ,2),(e,0),(^{-1},1))}
Striktně vzato pak signatura není množina symbolů, ale zobrazení, jehož definičním oborem je množina symbolů. Tam, kde nehrozí nedorozumění, však tento rozdíl opomíjíme a běžně říkáme, že symbol je prvkem signatury (například říkáme, že něco platí pro každý symbol {\displaystyle O_{i}\in \sigma }).
Formálně správné by však bylo psát {\displaystyle O_{i}\in \operatorname {Dom} \,\sigma }, kde {\displaystyle Dom} značí doménu (definiční obor) zobrazení.
Algebru dané signatury pak reprezentujeme jako uspořádanou dvojici {\displaystyle (A,Op)}, kde {\displaystyle A} je nosná množina algebry a {\displaystyle Op} je zobrazení, které každému symbolu signatury přiřadí konkrétní operaci.
Například grupu celých čísel reprezentujeme jako dvojici {\displaystyle (\mathbb {Z} ,Op_{_{Z}})}, kde {\displaystyle \mathbb {Z} } je množina celých čísel a {\displaystyle Op_{_{Z}}} je zobrazení, které symbolu "{\displaystyle \circ }" přiřadí matematickou operaci "sčítání na celých čísel", tedy množinu uspořádaných dvojic {\displaystyle ((a,b),c)}, takových, že {\displaystyle a,b,c\in \mathbb {Z} } a {\displaystyle a+b=c}.
Pojmem operace se označují jak symboly ze signatury, tak i konkrétní operace na nosné množině.

## Základní pojmy

### Signatura
Signatura je jakékoli zobrazení, jehož obor hodnot jsou přirozená čísla {\displaystyle \mathbb {N} ^{0}}. Jeho definiční obor nazýváme množina symbolů.
Pro porozumění je vhodné si symboly představovat jako znaménka (textové řetězce), (například symbol + nepředstavuje žádnou konkrétní operaci a konkrétní algebry mu přiřadí různé konkrétní operace). V axiomatické teorii množin však nemáme k dispozici žádné jiné objekty, než množiny vytvořené několika základními operacemi z prázdné množiny. Proto se za symboly používají přirozená čísla, protože pojem "symbol +" nelze jejími prostředky exaktně definovat, ačkoli jeho význam je zřejmý.

### Algebra
Algebrou signatury {\displaystyle \sigma } rozumíme dvojici (A, Op), kde A je množina a Op je zobrazení, které každému symbolu v {\displaystyle S\in Dom\ \sigma } přiřadí algebraickou operaci nad A příslušné arity n. Operací rozumíme zobrazení, které n-tici prvků z A přiřadí prvek z A.
Příkladem algeber s výše uvedenou signaturou (+,2 ; -,1 ; .,2) jsou tyto struktury:
- Množina celých čísel s obvyklým sčítáním, opačným prvkem a násobením; taktéž množina racionálních, reálných či komplexních čísel
- Množina {0, 1} s obvyklými operacemi, kde 1 + 1 = 0 (toto tzv. těleso modulo 2 má mnoho využití např. v šifrování)
- Množina {0, 1} s obvyklými operacemi, kde 1 + 1 = 1 (tato Booleova algebra má aplikací například ve výrokové logice)
- Množina celých čísel s klasickým sčítáním a opačným prvkem, kde ovšem symbol . bude představovat funkci

a.b = 123a + 456b + 789
Poslední uvedený příklad není přirozený ani užitečný, ale lze na něm demonstrovat, že na téže množině je možno tutéž signaturu realizovat mnoha různými operacemi.
Množina všech přirozených čísel včetně nuly s obvyklými operacemi není algebrou, protože nesplňuje podmínku, že výsledek operace musí ležet opět v algebře (například 0-1 nebo 5-10 v ní neleží). Kdybychom však uvažovali signaturu, která obsahuje jen sčítání a násobení (nikoli odčítání), pak by algebrou byla.

### Podalgebra
Pojem podalgebra je zobecněním pojmů podgrupa, podprostor, podmonoid apod. Podmnožina A tvoří podalgebru, pokud je uzavřená na všechny operace z příslušné signatury (tzn. pokud argumenty operace náleží této podmnožině, musí v ní ležet i výsledek).
Například přirozená čísla {\displaystyle \mathbb {N} ^{0}} tvoří podalgebru celých čísel, pokud na nich uvažujeme jen operaci sčítání. Pokud i odčítání, pak podalgebrou není, protože 2-5 v ní neleží, ačkoli 2 i 5 v ní leží. Jinými slovy, přirozená čísla (včetně nuly) jsou podpologrupou podpologrupy celých čísel se sčítáním, ale nejsou její podgrupou, ačkoli celá čísla se sčítáním grupu tvoří.
Striktně vzato jsou operace na podalgebře restrikcí operací na původní algebře, například sčítání na přirozených číslech je restrikcí operace sčítání na celých číslech.
Formálně: Budiž {\displaystyle (A,Op)} algebra signatury {\displaystyle \sigma }. Potom {\displaystyle (B,{\widehat {Op}})} je podalgebrou {\displaystyle (A,Op)}, pokud:
- {\displaystyle (B,{\widehat {Op}}}) je rovněž algebra signatury {\displaystyle \sigma }
- {\displaystyle B\subseteq A}
- Pro každý symbol {\displaystyle S_{i}\in \sigma } arity n platí, že {\displaystyle {\widehat {Op(S_{i})}}=Op(S_{i})\upharpoonleft B^{n}}

Význam definice
Poslední podmínka říká, že operace v podalgebře musí dávat přesně stejné výsledky, jako v původní algebře (pokud v původní algebře 1+3 bylo 0, nemůže být v podalgebře 1+3 být nic jiného než opět 0).
Pro pochopení zápisu {\displaystyle {\widehat {Op(S_{i})}}} je třeba si uvědomit, že signatura {\displaystyle \sigma } obsahuje symbol, který značíme +, nikoli konkrétní matematickou funkci. Pokud chceme ukázat, že sudá čísla s obvyklým sčítáním jsou podalgebrou (tedy podpologrupou) pologrupy celých čísel s obvyklým sčítáním, pak má signatura jen jediný symbol "+", označme jej {\displaystyle S_{1}}. Potom zobrazení Op symbolu "+" přiřadí operaci sčítání na celých čísel, zatímco zobrazení {\displaystyle {\widehat {Op(S_{i})}}} témuž symbolu přiřadí operaci sčítání na přirozených číslech, což je restrikce sčítání na celých číslech.
Výraz {\displaystyle B^{n}} značí množinu všech uspořádaných n-tic prvků z {\displaystyle B}. V našem případě {\displaystyle \mathbb {N} ^{0}} značí množinu všech přirozených čísel a {\displaystyle (\mathbb {N} ^{0})^{2}} množinu dvojic přirozených čísel. Sčítání přirozených čísel je totiž zobrazení, které dvojici přirozených čísel přiřadí přirozené číslo. Proto by bylo nepřesné použít zápis {\displaystyle Op(S_{i})\upharpoonleft B} (v našem případě {\displaystyle +\upharpoonleft \mathbb {N} ^{0}}). Ovšem když nehrozí nedorozumění, běžně se mluví o "restrikci na přirozená čísla" apod.
Tam, kde nehrozí nedorozumění, je obvyklé značit různé, navzájem související operace stejným symbolem. Když řekneme, že monoid {\displaystyle (\mathbb {Z} ,+,0)} je podmonoidem monoidu {\displaystyle (\mathbb {N} ^{0},+,0)}, pak symbolem + jednou značíme sčítání na celých číslech a jednou na celých.

### Homomorfismus a jádro
Homomorfismus je definován podobně, jako v jiných algebraických strukturách. Jsou-li A, B dvě algebry téže signatury {\displaystyle \sigma }, pak zobrazení f z A do B je homomorfismem právě tehdy, pokud pro každou operaci g ze {\displaystyle \sigma } (její aritu značme n) a každé x1 až xn {\displaystyle \in } A, platí
f (gA (x1, x2 ..., xn)) = gB(f(x1), f(x2), ... f(xn))
přičemž gA a gB je označení pro operaci, kterou je symbol g realizován v algebrách A a B.
Například pro výše uvedenou signaturu okruhů je zobrazení f homomorfismem, pokud pro každé x,y {\displaystyle \in } A platí:
- f(x+y) = f(x) + f(y)
- f(-x) = -f(x)
- f(x*y) = f(x) * f(y)

Jádro homomorfismu f z A do B (značené Ker f) je označení pro binární relaci R takovou, že
x~Ry právě když f(x) = f(y)

### Kongruence a faktoralgebry
Binární relace R na nosné množině algebry A se nazývá kongruencí, pokud pro všechny operace algebry platí
{\displaystyle a_{1}\sim _{R}b_{1},a_{2}\sim _{R}b_{2},\ldots ,a_{m_{i}}\sim _{R}b_{m_{i}}\implies O_{i}(a_{1},a_{2},\ldots ,a_{m_{i}})\sim _{R}O_{i}(b_{1},b_{2},\ldots ,b_{m_{i}})\,\!}
Relace na A je kongruencí právě tehdy, pokud je jádrem nějakého homomorfismu (příklad je v článku o kongruencích).
Na faktormnožině A/R je možné přirozeným způsobem definovat strukturu algebry s touž signaturou, tzv. faktoralgebru.
Příklad: Uvažujme homomorfismus {\displaystyle f:\mathbb {Z} \to \mathbb {Z} ,f(n)=-1^{n}}. Tento homomorfismus sudým celým číslům přiřadí hodnotu 1 a lichým -1. Jeho jádrem je relace " x - y je sudé číslo" a faktoralgebrou je dvouprvková množina, která obsahuje množinu sudých čísel a množinu lichých čísel, tzv. těleso modulo n.

## Variety algeber
Varieta je klíčový pojem univerzální algebry, neboť mnoho výsledků se týká právě variet. Varieta je třída algeber popsatelná identitami, neboli soustavou rovností. Například třída všech grup je podtřída třídy všech algeber s příslušnou signaturou {\displaystyle (\,(\circ ,2),\,(e,0),\,(^{-1},1)\,\,)}. Tato třída je varietou.
(Pojem třída zde znamená prakticky totéž, co množina, ovšem v axiomatické teorii množin je nutné příliš velké kolekce objektů nepokládat za množiny. Pro pochopení univerzální algebry je rozdíl mezi množinou a třídou nepodstatný.)
Formální definice: Je-li {\displaystyle \sigma } signatura, {\displaystyle A} třída všech algeber této signatury a {\displaystyle B} je podtřídou {\displaystyle A}, pak {\displaystyle B} je varietou, právě když existuje soustava identit taková, že v {\displaystyle B} jsou právě ty algebry z {\displaystyle A}, které splňují všechny identity této soustavy.
Například grupu lze definovat těmito identitami:
(a.b).c = a.(b.c)
a.e = a
e.a = a
a.a−1 = e
a−1.a = e
Formálně se identita definuje jako dvojice termů. Identitou tedy není žádná z následujících formulí (protože v identitě není dovoleno nic více, než rovnost dvou výrazů):
a.b = 1 {\displaystyle \lor } a.c = 1
{\displaystyle \exists }c: a.c = b